# Adolf Erbslöh
Adolf Erbslöh (né le 27 mai 1881 à New York, mort le 2 mai 1947 à Irschenhausen) est un peintre allemand. Avec Marianne von Werefkin et Alexej Jawlensky, il a créé la Nouvelle association des artistes de Munich (N. K. V. M), à laquelle succédera Le Cavalier bleu.

## La vie et l'œuvre

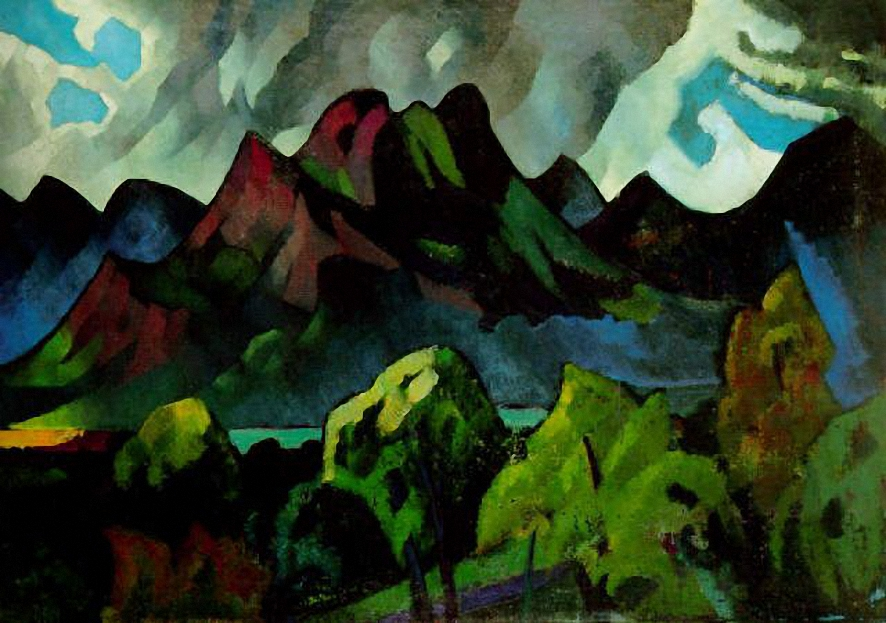
Brannenburg (1911)

### Débuts artistiques
Erbslöh est issu d'une famille de commerçants de Barmen. Son grand-père était cofondateur de la société Julius & August Erbslöh (de) à Barmen, son père, était copropriétaire de l'entreprise exportatrice Dieckerhoff, Raffloer & Co. ; il est resté quinze ans à New York pour son travail jusqu'à ce qu'en 1887, il rentre à Barmen avec sa famille.
Erbslöh a étudié au lycée de Barmen. C'est alors qu'il a commencé à dessiner des  « têtes [...] d'après des sculptures en plâtre », des plantes « d'après la nature » ou « Bismarck (en copiant Lenbach) ». C'est aussi de cette époque que date son amitié avec son cousin éloigné Oscar Wittenstein (1879-1918). Après le lycée, il a commencé des études commerciales.

### Après la Première Guerre mondiale
Après la Guerre, Erbslöh est revenu à Munich. En 1920, il a dissout la N. K. V. M. En septembre 1919, il entreprend, avec sa femme, un voyage en Westphalie, où il dessine des saints, des crucifix et des Madones dans les églises et dans les musées. Au début des années 1920, il s'est tourné vers la Nouvelle Objectivité, réaction à la peinture expressionniste, chargée d'émotion.

## Œuvres (sélection)
- Nature morte (Stilleben), 1908

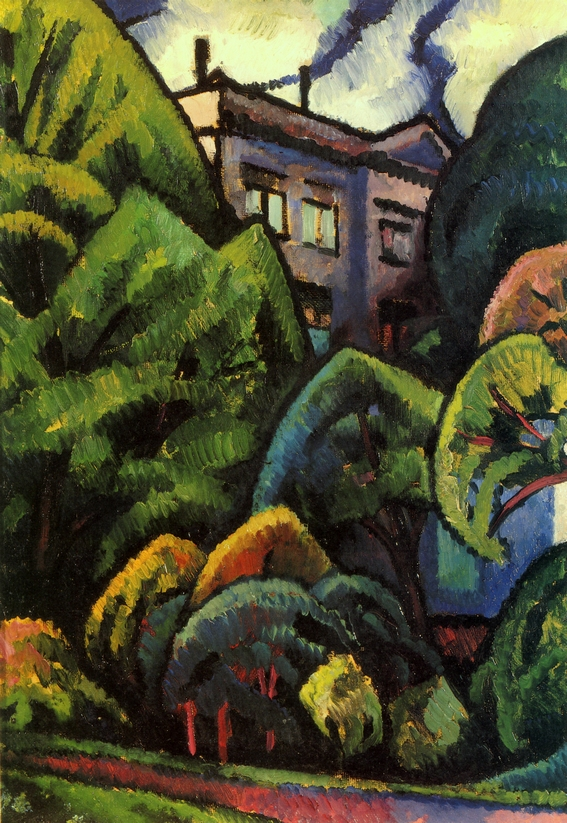
Adolf Erbslöh, Maison dans le jardin, 1912

- Nu avec jarretière (Akt mit Strumpfband), 1909
- La Jeune Femme à la jupe rouge (Mädchen mit rotem Rock), 1910
- Terrain de tennis (Tennisplatz), 1910
- Blumenstrauß, 1910
- Brannenburg, 1911
- Été (Sommer), 1911 [3]
- Maison dans le jardin (Haus im Garten), 1912
- Schwebebahn, 1912
- Desenberg, 1915
- Kirchdorf, 1921
- Die tanzenden Bäume, 1921
- Positano, 1923
- Kamelie, 1924